# Paducia antennata
Paducia antennata är en insektsart som först beskrevs av Patch 1913.  Paducia antennata ingår i släktet Paducia och familjen långrörsbladlöss. Inga underarter finns listade i Catalogue of Life.